# 亚平宁山脉

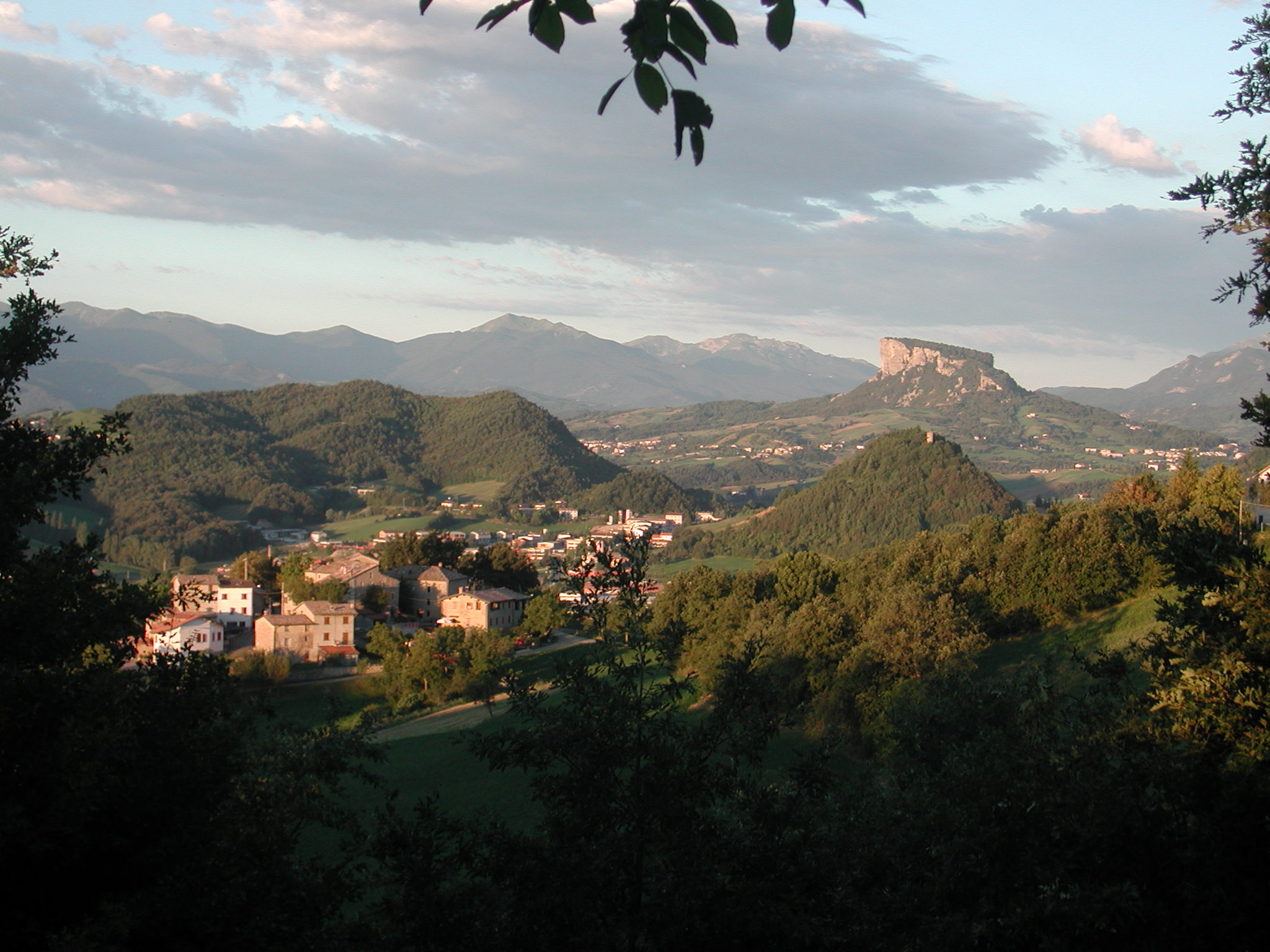
亚平宁山脉位于艾米利亚-罗马涅的部分

亚平宁山脉，位于亚平宁半岛东侧，是亚平宁半岛的主干山脉，北起阿尔卑斯山南麓，南至亚平宁半岛南端，全长超过1000公里，最高峰科爾諾山。全境属意大利管辖。
多懸崖峭壁的斷層式海岸。山脉系由一系列山地和丘陵组成的年轻褶皱带，多火山和地震。

## 外部連結
- . Summit Post. 2006  [16 February 2010].
- . The ECL project.   [16 February 2010]. （原始内容存档于17 September 2007）.
- . 陸地生態區. 世界野生動物基金會.
- Irlam, Michael J. . Mike's Railway History. 2009  [16 February 2010]. （原始内容存档于2023-01-30）.
- . Dartmouth College Class of 1965. 2008  [16 February 2010]. （原始内容存档于2011-07-17）.